# Cyrtandra waihoiensis
Cyrtandra waihoiensis är en tvåhjärtbladig växtart som beskrevs av Harold St.John. Cyrtandra waihoiensis ingår i släktet Cyrtandra och familjen Gesneriaceae. Inga underarter finns listade i Catalogue of Life.